# Origine

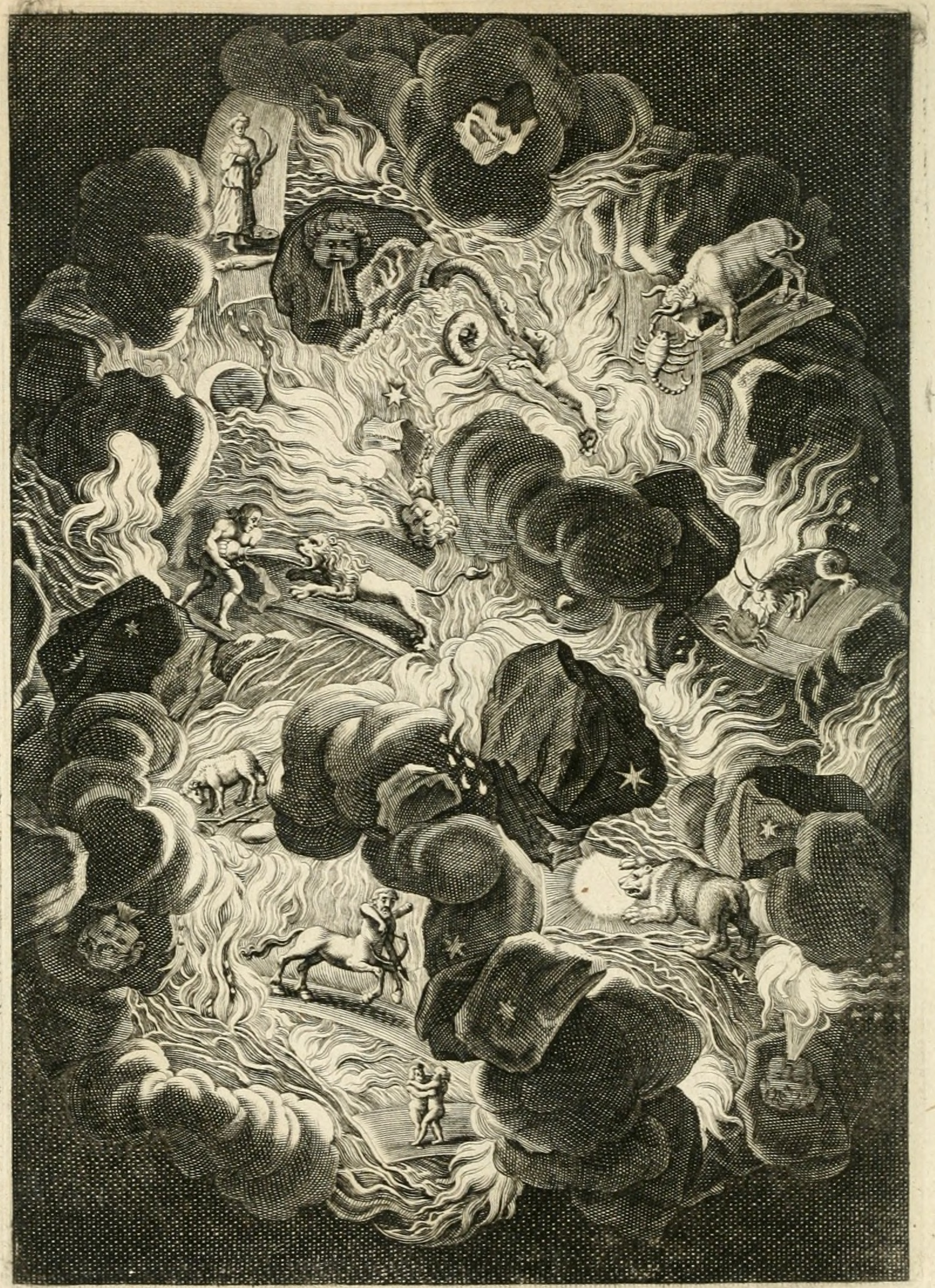
Il caos primigenio da cui ebbe origine il mondo (illustrazione dal Tableaux du temple des Muses di Michel de Marolles, pubblicato ad Amsterdam da A. Wolfgank, 1676, p. 22)

Il termine origine, nella mitologia e in filosofia, ha due significati principali, spesso scambiati l'uno con l'altro: da un lato, esso esprime l'idea di inizio temporale, come prima fase di un processo; dall'altro, esso indica il fondamento o principio ontologico di un ente.

## Il ritorno alle origini
Il cosiddetto «ritorno alle origini», tratto caratteristico del Rinascimento, è un'espressione che si fonda su questa ambiguità, poiché intende l'origine tanto come cominciamento in senso cronologico, quanto come fondamento ontologico (l'evo antico come principio costitutivo dell'evo moderno, ma anche semplicemente come anteriore ad esso).
È il caso della prisca theologia, cioè di una sapienza generata da Dio prima della creazione e che ha assunto le vesti storiche delle diverse religioni, alla quale si appella ad esempio Marsilio Ficino. Analogamente la teodicea poneva la questione dell'origine del male negli stessi termini, sia ontologici che cronologici, e così l'alchimia intendeva operare la tramutazione dei metalli a partire da una materia primordiale dal duplice significato, simile all'arché della filosofia greca arcaica.
Nel XIX secolo si sviluppò tutta una serie di studi sulle origini (del linguaggio, della vita, delle specie): tali studi incorporano questa ambivalenza di significato tra origine cronologica e origine ontologica con la stessa forza.
Si deve a Martin Heidegger l'aver riportato, nel secolo seguente, il concetto di «origine» alla sua valenza ontologica, associandolo a quello di «inizio» e di finalità. La meta finale, essendo lo scopo del divenire, senza la quale questo non sussisterebbe, ne rappresenta il fondamento e quindi paradossalmente l'origine stessa, al punto tale che, egli afferma, «il presente viene sempre dopo l'avvenire»:
(Martin Heidegger, dalle Lezioni del semestre invernale 1937-38 )
Il ritorno ad un'epoca originaria che è anche recupero di una tradizione ancestrale, ritenuta sempre valida perché trascendente la storia, e la cui perdita di efficacia viene attribuita unicamente al suo oblio da parte degli uomini, divenne poi un tratto delle correnti esoteriche del perennialismo, che si ritrova ad esempio nella teosofia, in René Guenon e nel gruppo di Ur.